# Louis-Marie-Athanase de Loménie

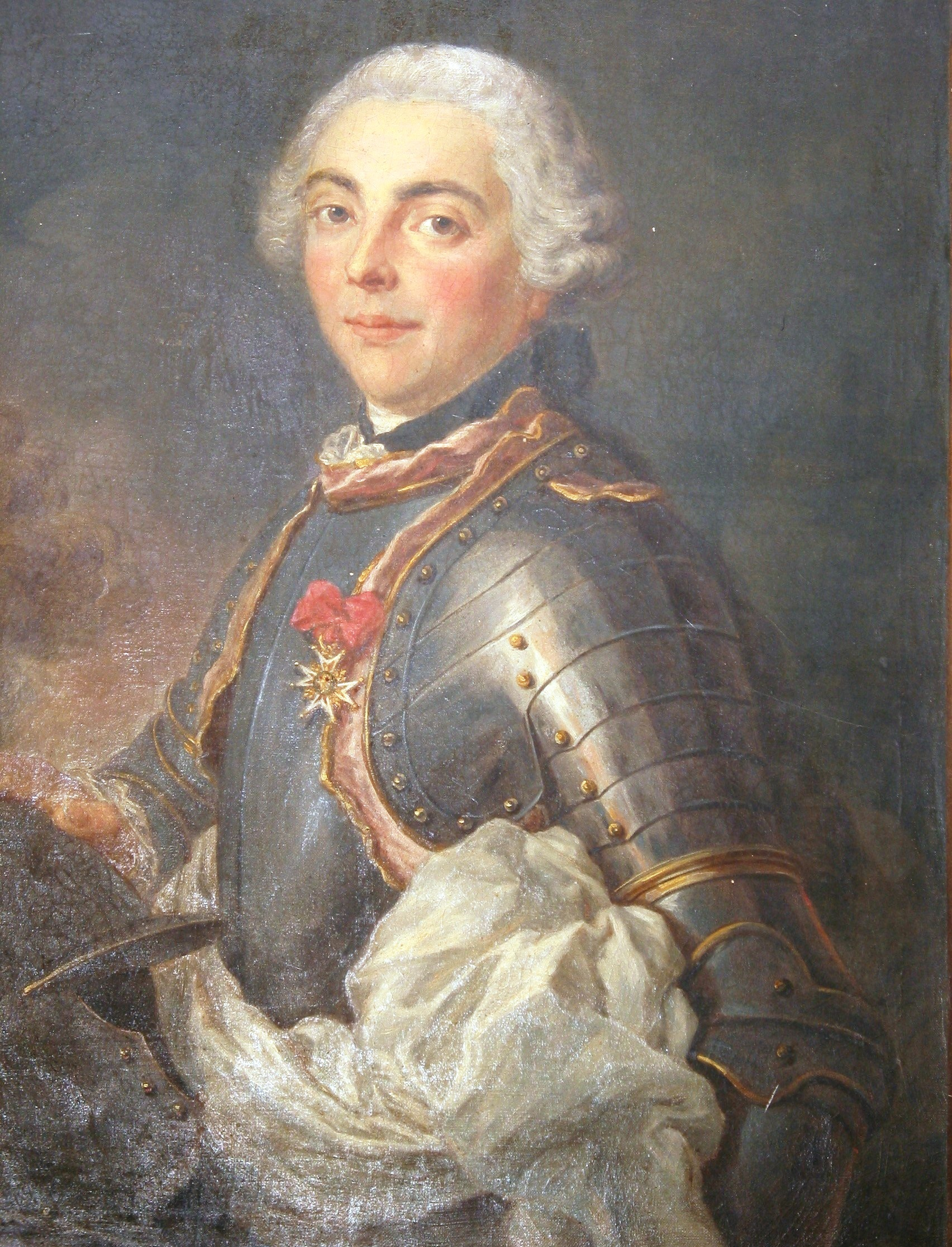
Louis-Marie-Athanase de Loménie, comte de Brienne, Anonym, 18. Jahrhundert

Louis-Marie-Athanase de Loménie, Comte de Brienne, (* 1730; † guillotiniert 10. Mai 1794 in Paris) war ein französischer Offizier und Politiker.

## Leben
Louis-Marie-Athanase de Loménie war ein Sohn von Nicolas-Louis de Loménie († 1758), Comte de Brienne, und Anne-Gabrielle de Chamillart de Villette, und der Bruder des Politikers, Erzbischofs und Kardinals Étienne Charles de Loménie de Brienne (* 1727).
Als Colonel kommandierte er das Régiment Royal Artois von 1747 bis 1762. Am 10. Februar 1759 wurde er zum Brigadier ernannt und am 25. Juli 1762 zum Maréchal de camp.
Am 4. Oktober 1757 heiratete er Marie-Anne-Étienne Fizeaux de Clemont, Tochter von Étienne Claude Fizeaux de Clemont und Marie-Anne Perrinet. Titel und Besitz seines Vaters erbte er 1758. Er restaurierte mit Aufwand das Schloss von Brienne-le-Château und kaufte 1776 in Paris das Anfang des 18. Jahrhunderts gebaute Hôtel particulier in der Rue Saint-Dominique 14 im 7. Pariser Arrondissement, das seitdem Hôtel de Brienne heißt und heute der Amtssitz des französischen Verteidigungsministers ist.
Da seine Ehe kinderlos blieb, adoptierten er und seine Frau drei Waisen aus der provenzalischen Linie der Familie Loménie:
- François-Alexandre-Antoine de Loménie (* wohl 1758 in Marseille; † guillotiniert 10. Mai 1794), Vicomte de Brienne, kämpfte im Amerikanischen Unabhängigkeitskrieg[3], 25. September 1788 bis 1790 Chef de corps du Régiment des chasseurs de Champagne
- Charles de Loménie de Brienne (* wohl 1761 in Marseille; † guillotiniert 10. Mai 1794)
- Pierre François Martial de Loménie de Brienne (* 18. Juni 1763 in Marseille; † guillotiniert 10. Mai 1794), 1788 letzter Abt von Jumièges, 25. August 1788 Koadjutor des Erzbistums Sens, 12. Dezember 1788 Titularerzbischof von Traianopolis in Rhodope[4]

1786/87 war er Lieutenant du roi commandant en chef de Guyenne. Vom 23. September 1787 bis zum 30. November 1788 war er Staatskriegsminister Ludwigs XVI. In dieser Zeit (1. Mai 1787 bis 25. August 1788) war sein Bruder, der Kardinal, Principal ministre d’État, was dem heutigen Premierminister entspricht. Am 1. Januar 1789 wurde er in den Orden vom Heiligen Geist aufgenommen. Während der Revolution war er Bürgermeister von Brienne.
Im Prozess am 9. und 10. Mai 1794 gegen 25 Bürger, an deren erster Stelle Madame Élisabeth, die Schwester Ludwigs XVI., genannt wird, wurden auch Athanase de Loménie und seine drei Söhne angeklagt und zum Tod verurteilt. Am 10. Mai 1794 wurden er und seine Söhne guillotiniert. Sie wurden auf dem Cimetière des Errancis in Massengräbern bestattet.